# Cetola obscurior
Cetola obscurior là một loài bướm đêm trong họ Noctuidae.